# Jennifer Coleman
Jennifer Coleman (* 30. Dezember 1982) ist eine US-amerikanische Badmintonspielerin. 

## Karriere
Jennifer Coleman siegte 2004 bei den Brazil International im Damendoppel mit Melinda Keszthelyi. 2007 war sie in der gleichen Disziplin bei den Puerto Rico International erfolgreich. 2005 nahm sie an den Badminton-Weltmeisterschaften teil.

## Sportliche Erfolge
| Saison | Veranstaltung             | Disziplin   | Platz | Name                                  |
| ------ | ------------------------- | ----------- | ----- | ------------------------------------- |
| 2004   | Brazil International      | Damendoppel | 1     | Jennifer Coleman / Melinda Keszthelyi |
| 2007   | Puerto Rico International | Damendoppel | 1     | Jennifer Coleman / Lauren Todt        |

## Referenzen
- Jennifer Coleman beim Badminton-Weltverband

| Personendaten    | Personendaten                       |
| ---------------- | ----------------------------------- |
| NAME             | Coleman, Jennifer                   |
| KURZBESCHREIBUNG | US-amerikanische Badmintonspielerin |
| GEBURTSDATUM     | 30. Dezember 1982                   |